# Kunice (województwo świętokrzyskie)
Kunice – wieś sołecka w Polsce położona w województwie świętokrzyskim, w powiecie opatowskim, w gminie Wojciechowice. Leży przy drodze krajowej nr 74.
W latach 1975–1998 miejscowość administracyjnie należała do województwa tarnobrzeskiego.

## Części wsi
| SIMC    | Nazwa          | Rodzaj    |
| ------- | -------------- | --------- |
| 0810087 | Kunice-Kolonia | część wsi |
| 0810093 | Nowe Kunice    | część wsi |
| 0810101 | Stare Kunice   | część wsi |

Znajdują się tu także obiekty fizjograficzne o nazwach: Majątkowa Ziemia, Niwa, Pola Poduchowne.

## Historia
Wieś wymienia Długosz (1470-80) jako należącą do parafii Wojciechowice, do której także w roku 1827 należała (Długosz L.B. t.I s.356).
W wieku XIX wieś folwark i majorat w powiecie opatowskim gminie Wojciechowice parafii Gierczyce.
Spis z roku 1827 wykazał Kunice jako wieś rządową posiadającą 17 domów i 116 mieszkańców.
W roku 1883 ziemi folwarcznej było 374 morgi, włościańskiej 246 morgi, 17 domów i 231 mieszkańców.

Według spisu powszechnego z roku 1921 wieś Kunice posiadała domów 17 i 137 mieszkańców, natomiast folwark domów 8 i 103 mieszkańców.